# Seninka
Obec Seninka se nachází v okrese Vsetín ve Zlínském kraji. Žije zde 298 obyvatel.

## Historie
První písemná zmínka o obci pochází z roku 1500.

## Galerie

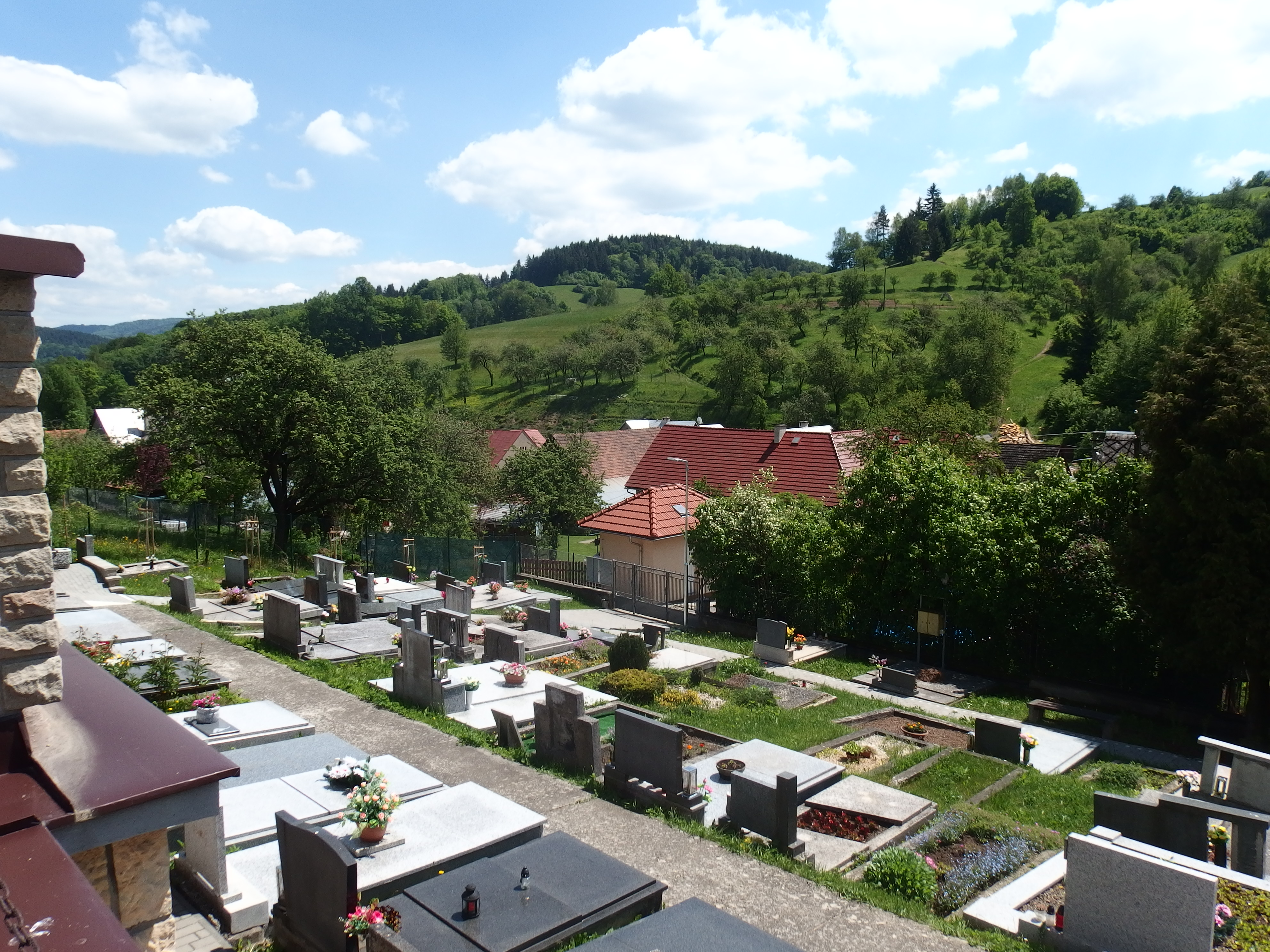
Pohled od hřbitova
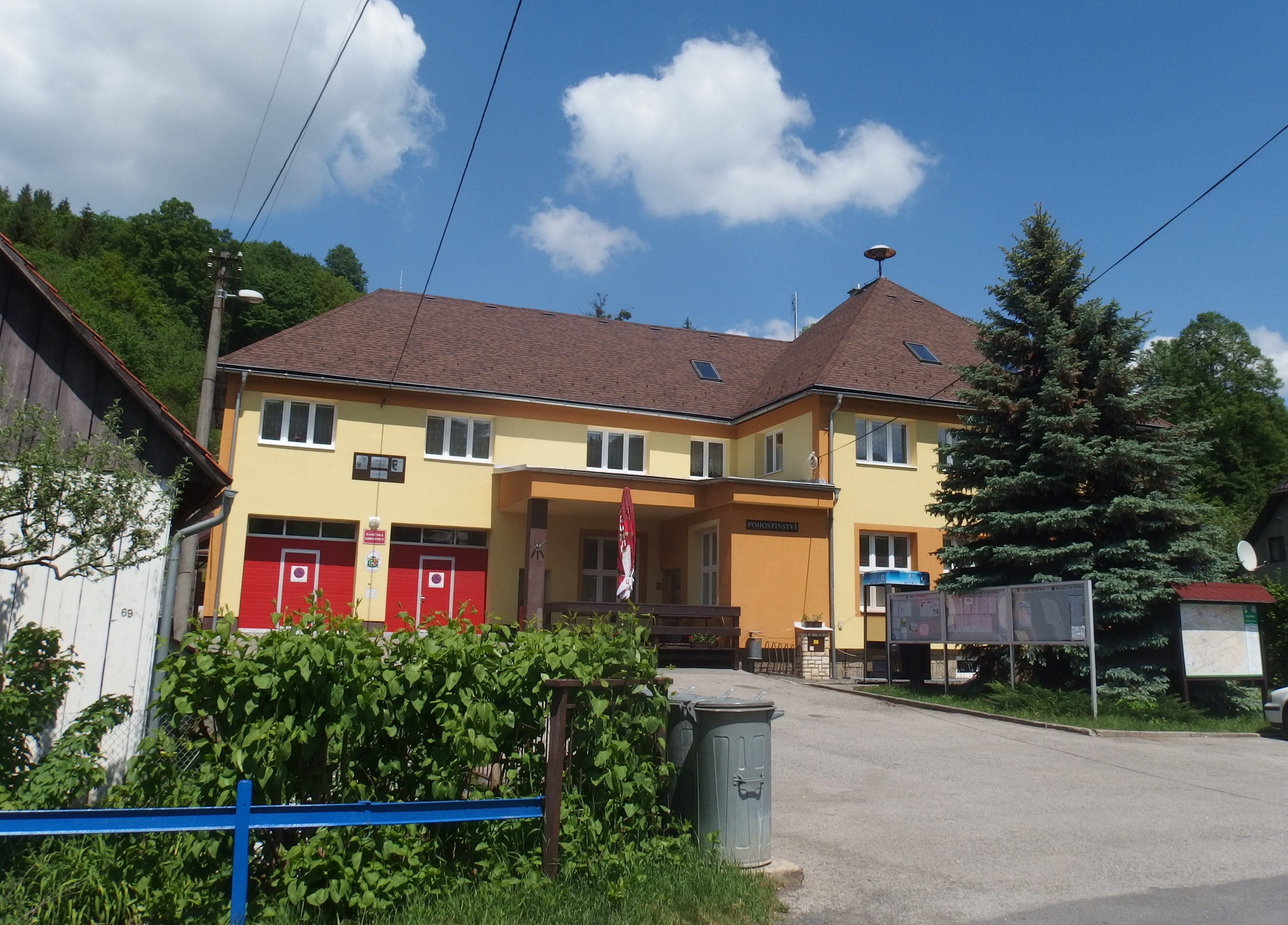
Obecní úřad
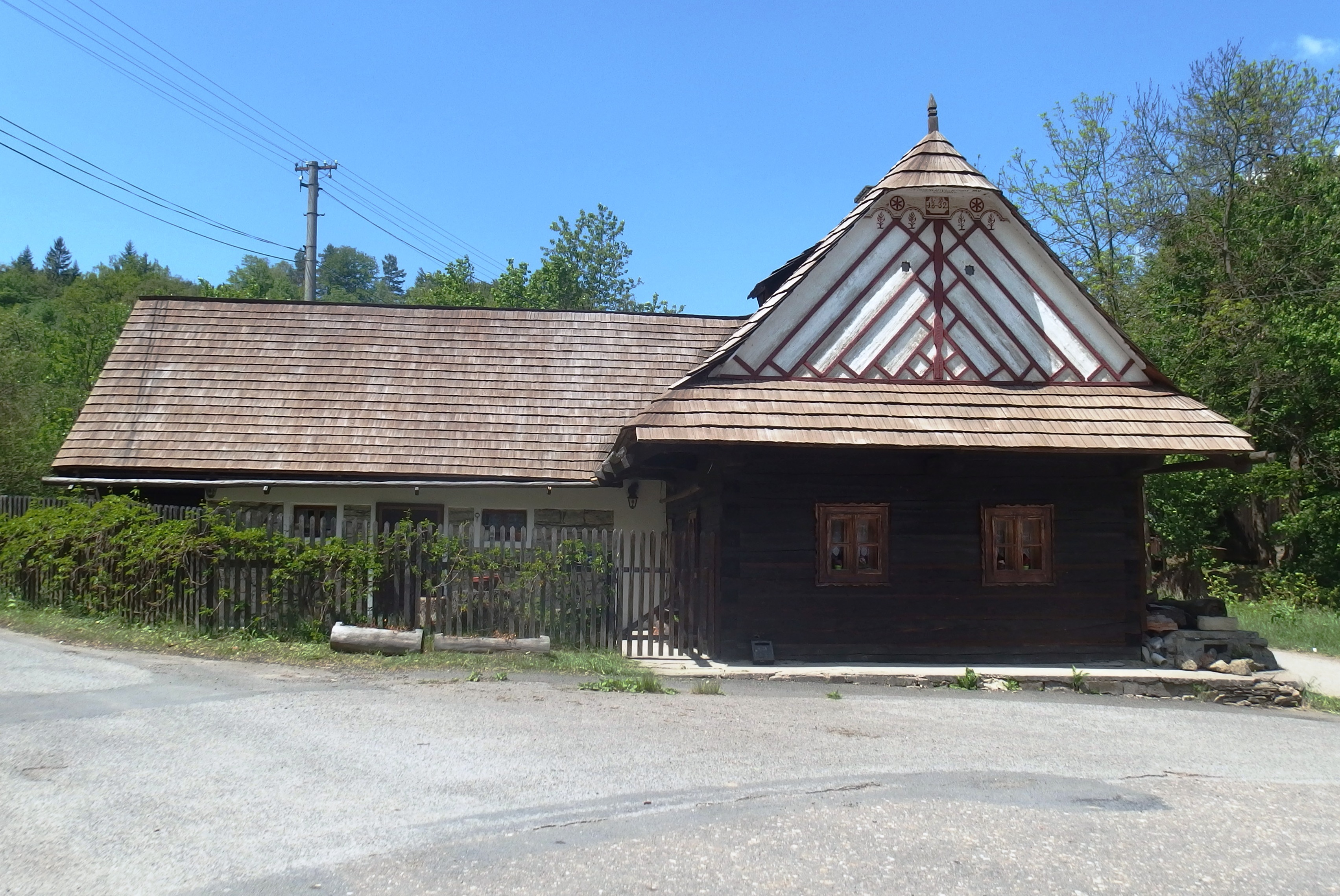
Památkově chráněný dům č. p. 109
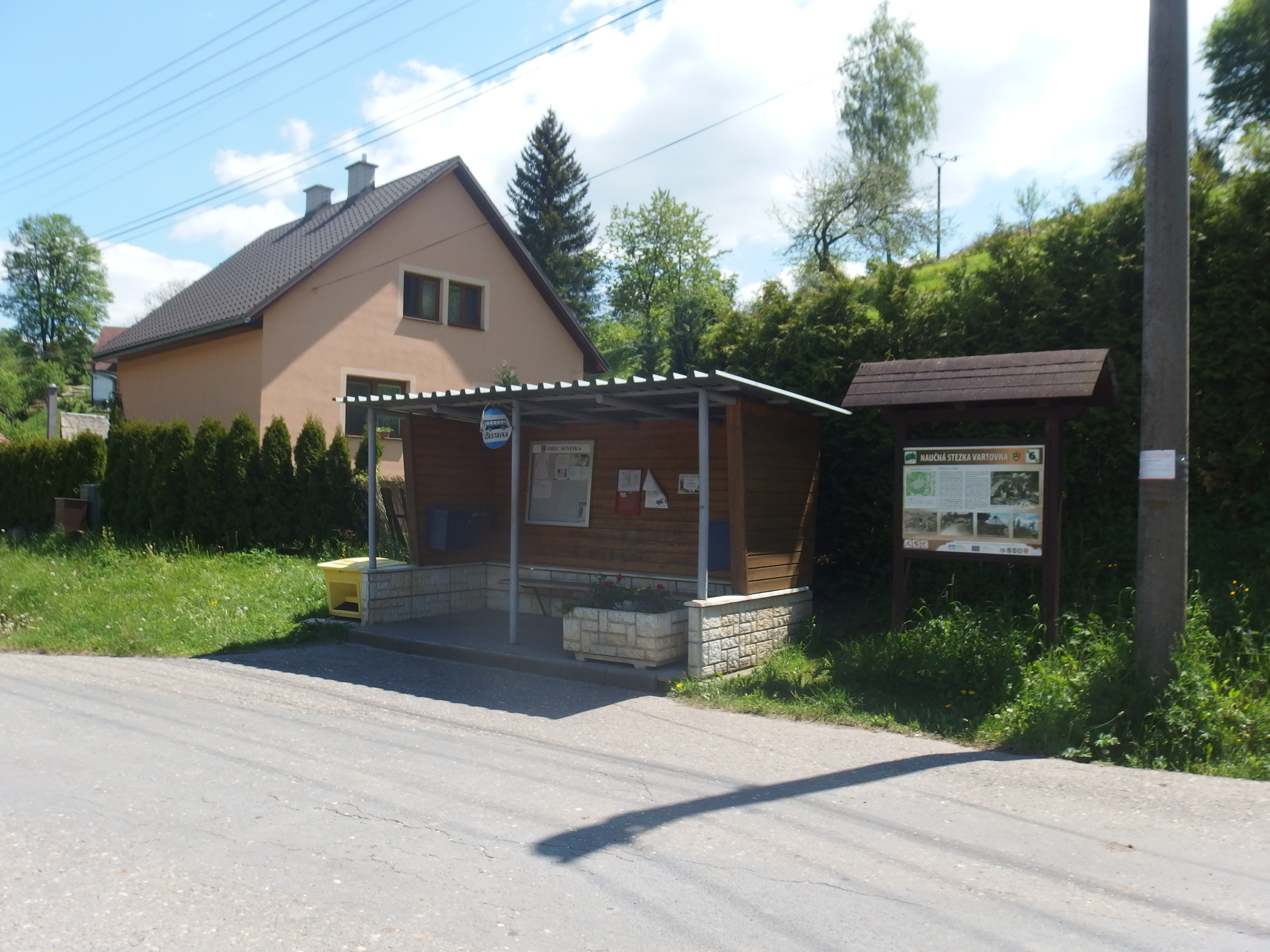
Konečná zastávka autobusu
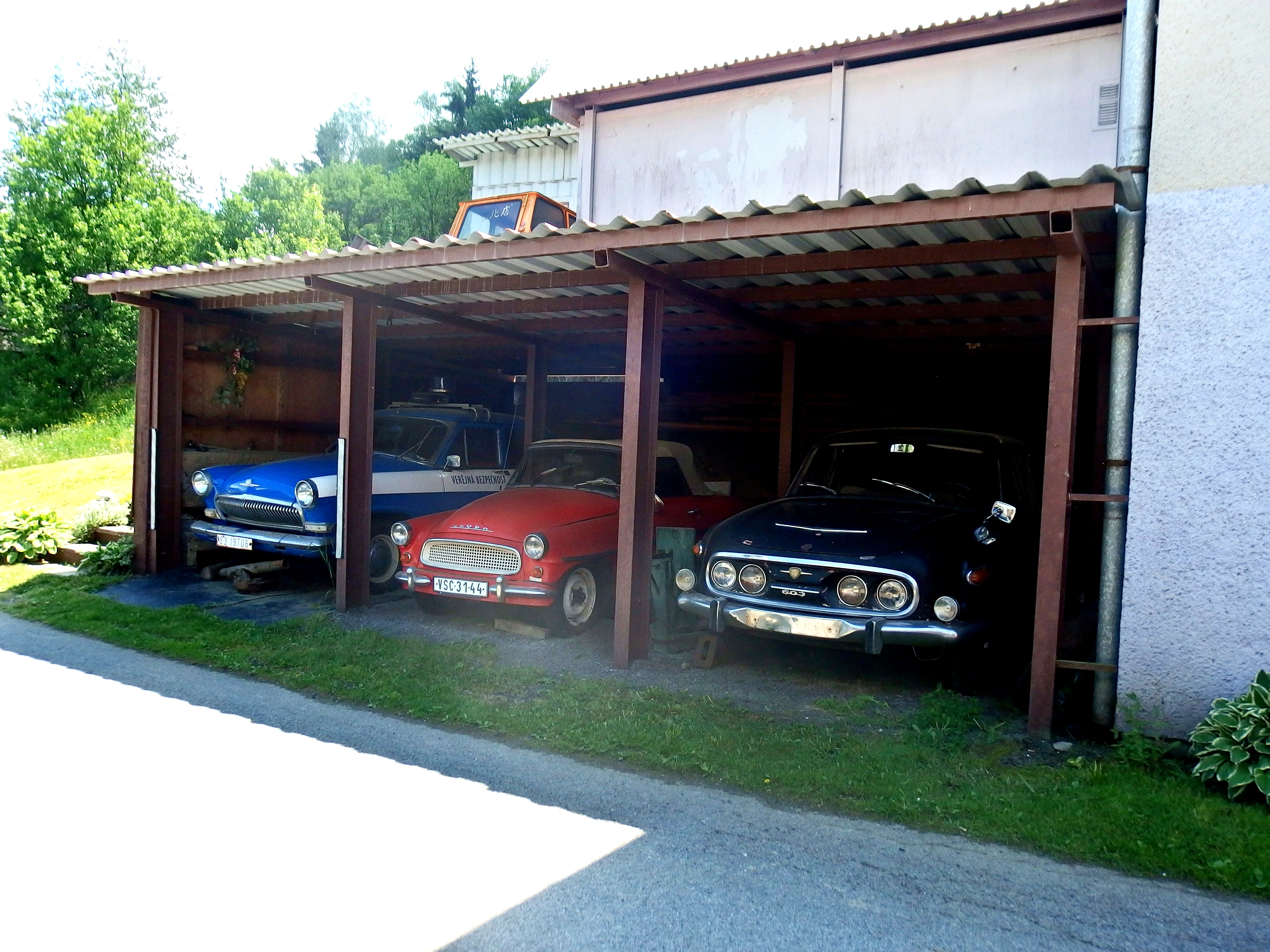
Exponáty Prvního valašského motomuzea